# Ministério da Ciência e Tecnologia (Angola)
O Ministério da Ciência e Tecnologia (MINCT) foi um departamento ministerial do governo da República de Angola, responsável pela ciência, tecnologia e ensino superior no país.

## História
O Ministério da Ciência e Tecnologia foi fundado em 1997 e sua missão e estrutura foram delineadas no Estatuto Orgânico do Ministério da Ciência e Tecnologia: Decreto-Lei n.º 15/99 de 8 de outubro.